# Franz Hueber
Franz Hueber (21. února 1828 Kout na Šumavě – 23. května 1870 Praha) byl rakouský právník a politik německé národnosti z Čech, v 60. letech 19. století poslanec Českého zemského sněmu.

## Biografie
Vystudoval práva a získal titul doktora práv. Od roku 1861 působil jako zemský advokát v Karlových Varech. V roce 1862 se stal členem spolku Verein für Geschichte der Deutschen in Böhmen. Od roku 1864 byl členem městského zastupitelstva v Karlových Varech. Byl také členem ředitelství Karlovarské spořitelny.
V 60. letech se zapojil i do vysoké politiky. V doplňovacích volbách v listopadu 1866 byl zvolen na Český zemský sněm, kde zastupoval kurii městskou, obvod Karlovy Vary, Jáchymov. Mandát zde obhájil i v řádných zemských volbách v lednu 1867 a zemských volbách v březnu 1867. Rezignoval před srpnem 1868. Patřil k tzv. německé Ústavní straně, která byla liberálně, centralisticky a provídeňsky orientovaná.
Zemřel v květnu 1870 ve věku 42 let.